# Такач, Ладислав
Ла́дислав Та́кач (чеш. Ladislav "Laco" Takács; родился 15 июля 1996 года во Франтишкови-Лазне, Чехия) — чешский футболист, защитник клуба «Баник Острава».

## Клубная карьера
Такач — воспитанник клуба «Теплице». 10 марта 2014 года в матче против пражской «Славии» он дебютировал в Первой лиге. 30 мая 2015 года в поединке против «Градец-Кралове» Ладислав забил свой первый гол за «Теплице». Летом того же года для получения игровой практики Такач на правах аренды перешёл в «Баник» из Соколова. 9 августа в матче против «Варнсдорфа» он дебютировал во Второй лиге Чехии. В этом же поединке Ладислав забил свой первый гол за Баник.
В начале 2016 года Такач перешёл в «Младу-Болеслав». 14 февраля в матче против «Баника» он дебютировал за новую команду. 22 апреля в поединке против «Сигма» Ладислав забил свой первый гол за «Младу-Болеслав».

## Карьера в сборной
В 2015 году в составе молодёжной сборной Чехии Такач принял участие в домашнем молодёжном чемпионате Европы. На турнире он был запасным и на поле не вышел.